# Есенкулов, Бауржан Джексенбаевич
Бауржан Джексенбаевич Есенкулов (1 августа 1979) — киргизский футболист и игрок в мини-футбол, полузащитник.

## Биография
О раннем периоде карьеры сведений нет[уточнить]. В 2005 году в составе бишкекского «Шера» стал победителем первой лиги Кыргызстана и в 2006 году, в 26-летнем возрасте дебютировал в высшем дивизионе. Выступал в составе «Шера» до 2010 года.
В 2011 году играл за клуб «Абдыш-Ата», с которым стал обладателем Кубка Кыргызстана и бронзовым призёром чемпионата страны. В 2012 году был в заявке аутсайдера высшей лиги — клуба «Кара-Балта».
Также выступал в мини-футболе. В 2011 году признан лучшим игроком первой лиги Кыргызстана, выступая за команду «БиСтом». В 2013 году играл в Казахстане в одной из любительских лиг за клуб «Казком». Также играл за бишкекские клубы «Фарватер» в течение нескольких сезонов, и за «Баткен Сити», в последней был играющим тренером.